# Harry Nyirenda
Harry Nyirenda est un footballeur malawite né le 25 août 1990 à Blantyre. Il évolue au poste de défenseur avec les Black Leopards Football Club.